# ذي سيرتشرز
ذي سيرتشرز (بالإنجليزية: The Searchers)‏، كانت فرقة موسيقى بيت بريطانيَّة من ليفربول برزت خلال ظاهرة الاجتياح البريطاني «البريتش إنفيجين» مع فرق بريطانيَّة أخرى مثل البيتلز، وجيري آند ذا بيسميكرز، وذي هوليز، وذا فورموست، وذا ميرسيبيتس، وذا سوينغنغ بلو جينز.
أسس جون مكنالي ومايك بيندر الفرقة في ليفربول عام 1959 مستمدين اسمها من عنوان فيلم الغرب الأمريكي الذي يحمل نفس الاسم.

## الألبومات
| السنة | الألبوم (الاسم الأصلي)                     | الألبوم (بالعربية)                      |
| ----- | ------------------------------------------ | --------------------------------------- |
| 1963  | Meet The Searchers                         | ميت ذي سيرتشرز                          |
| 1963  | Sugar and Spice                            | شوغر أند سپايس                          |
| 1964  | Hear Hear!                                 | هير هير! (الولايات المتحدة)             |
| 1964  | It's The Searchers                         | إتس ذي سيرتشرز                          |
| 1964  | This Is Us                                 | ذيس إز آس (الولايات المتحدة)            |
| 1965  | Sounds Like Searchers                      | ساوندز لايك سيرتشرز (المملكة المتحدة)   |
| 1965  | The New Searchers LP                       | ذي نيو سيرتشرز إل پي (الولايات المتحدة) |
| 1965  | Take Me for What I'm Worth                 | تيك مي فور وات آم وورذ                  |
| 1972  | Needles and Pins (Re-recordings in stereo) | نيدلز أند پينز (ريريكوردينغز إن ستيريو) |
| 1979  | The Searchers                              | ذي سيرتشرز                              |
| 1981  | Love's Melodies                            | لوفز ميلوديز                            |
| 1987  | Play the System                            | پلاي ذي سيستم                           |
| 1989  | Hungry Hearts                              | هانغري هارتس                            |
| 2002  | Back Door Sessions                         | باك دور سيشنز                           |

## وصلات خارجية
- الموقع الرسمي
 (بالإنجليزية)